# Gaston Marcotte
Pour les articles homonymes, voir Marcotte.
Gaston Marcotte, né le 20 février 1934 à Chelmsford  (Ontario) et mort le 5 janvier 2024 à Québec, est un professeur québécois. Il enseigne l'éducation physique à l'Université d'Ottawa, à l'Université de Montréal et à l'Université Laval.

## Biographie
Né le 20 février 1934 à Chelmsford, aujourd'hui inclus dans le Grand Sudbury en Ontario, Gaston Marcotte fonde et préside plusieurs associations telles l'Association canadienne des instructeurs de hockey, la Fédération du hockey amateur du Québec et la Confédération des sports du Québec. Il est le premier directeur du Pavillon de l'éducation physique et des sports de l'Université Laval. Il est également le fondateur et président, à partir de 2001, du Mouvement Humanisation qui s'est doté d'une structure administrative en 2004.

### Jeunesse, formations et réalisations
Issu d'une famille franco-ontarienne, Gaston Marcotte développe une passion pour le hockey sur glace. Au cours des années 1950, il joue pour les Spitfires de Windsor de la Ligue de hockey de l'Ontario. Par la suite, il joint les rangs des Reds de Trois-Rivières au sein de la Ligue de hockey junior majeur du Québec.
De 1961 à 1963, il dirige l'équipe de hockey de l'Université d'Ottawa où il obtient un baccalauréat en éducation physique. Il obtient par la suite une maîtrise es science de l'Université de l'Illinois et un doctorat en éducation à l'Université du Michigan. Il œuvre par la suite comme professeur d'université à Ottawa, Montréal et Québec.
En 1970, il est nommé administrateur de l'année dans le sport amateur. L'année suivante, il devient membre de la Fédération québécoise de hockey sur glace. Il devient aussi le premier président du Pavillon d'éducation physique et des sports de l'Université Laval.
Parallèlement, il devient fondateur et rédacteur en chef de la revue Hockey-Québec et est nommé président de la 1re Confédération des sports du Québec. En 1991, il devient le premier membre du Temple de la renommée du hockey québécois. L'année suivante, il reçoit le prix d'honneur Gordon J. Duckes de l'Association canadienne de hockey pour sa contribution au progrès du hockey au Canada.
En 2000, à l'âge de 66 ans, il prend sa retraite de l'enseignement, mais demeure à ce jour (2019), professeur associé à l'Université Laval.
En 2005, il publie Le scandale de l'école confessionnelle.
En 2006, il publie le Manifeste du Mouvement Humanisation. La même année, le Mouvement Humanisation organise son premier colloque le 27 mai au pavillon Alphonse-Desjardins de l'Université Laval.
En 2007, il participe au 2e Colloque du Mouvement Humanisation qui a pour thème L'urgence d'une éducation humanisante.
En 2008, il participe au 3e Colloque du Mouvement Humanisation qui a pour thème Le bonheur, finalité ultime de l'éducation?.
En 2009, il réalise une brochure Le droit de l'enfant à une éducation humanisante destinée à l'ONU dans le cadre du 20e anniversaire de la Convention relative aux droits de l'enfant. Il participe aussi au 4e Colloque du Mouvement Humanisation qui a pour thème Refonder l'éducation pour refonder le monde. En novembre de la même année, il est panelliste pour la chair publique Droits des enfants et éducation à l'Université Laval.
En 2010, il participe au 5e Colloque du Mouvement Humanisation qui a pour thème Quelle éthique pour la jeunesse?.
En 2011, il est panelliste pour la chair publique Dignité humaine, justice et éducation à l'Université Laval.
En 2015, il publie Fondements de la dignité humaine et de cinq nouveaux droits.
Le 5 janvier 2024, il meurt à Québec auprès de ses quatre enfants.

## Militantisme
Pour une réelle séparation des pouvoirs religieux et des pouvoirs étatiques laïques, Gaston Marcotte dénonce le lobbyisme religieux dans l'éducation en général et dans le cadre du cours d'éthique et culture religieuse en particulier,,. Il se bat depuis la création du Mouvement Humanisation pour faire respecter le droit des enfants et des adolescents à une éducation et à une éthique humanisantes. Il s'exprime dans plusieurs journaux du Québec et via des capsules YouTube disponibles sur Internet.